# Brownea angustiflora
Brownea angustiflora är en ärtväxtart som beskrevs av Elbert Luther Little. Brownea angustiflora ingår i släktet Brownea och familjen ärtväxter. Inga underarter finns listade i Catalogue of Life.